# 尹之任
尹之任（윤지임、ユン・ジイム、1475年 - 1534年5月26日）は、李氏朝鮮中期の文臣・外戚。字は「重郷」、爵号は「坡山府院君」、諡号は「靖平」。本貫は坡平尹氏。尹頊の長男。母は鄭済の娘。娘に中宗の第三王后文定王后がおり、国舅となっている。また明宗時期に政権を掌握した尹元衡は子の一人である。
坡平尹氏は公侯の家門であるが、近親は要職には在らず、家門は没落している。そのため元々軍卒であり末端の官職にあったが、文定王后が王妃になると、外戚として堂上官の官職を経て政治的立場が強くなる。そのため幾度も弾劾され、また行動に節操が見られないものもある。また五男の尹元衡が明宗時期に政権を掌握すると純忠積徳輔祈功臣の称号と大匡輔国崇禄大夫・領議政を追贈されている。

## 略歴
1475年漢城府にて出生した。父は内資寺判官を務めた尹頊で、祖父は刑曹判書の尹継謙。また曾祖伯母に貞熹王后がおり、母は迎日鄭氏で鄭済の娘で鄭夢周の4代孫。曾祖伯父に尹士昀がおり、この孫が中宗の第二王后章敬王后と大尹派の領袖尹任で、これらとは8親等の間柄であった。正室の全城府夫人は観察使李徳崇の娘。
蔭補で掌苑署別坐として仕官した。その後を経て、1510年果毅校尉忠武衛副司果となる。1517年4月5日に文定王后が中宗の継妃として揀択され、これを機転に政治的立場が強くなる。
4月6日敦寧府都正となり、7月3日に領敦寧府事に昇進、1518年7月7日現在に典艦司提調の官職にあって、台諫から尹之任は無知で典艦司提調が不適格だと中宗に啓上されたが国舅だとして允許されなかった。7月10日・7月11日・7月14日にも同じ内容の啓上があるが、いずれも允許されなかった。8月8日鄭士龍が前漢の竇広国や後漢の馬援のなどの外戚の政治不介入の前例を挙げ尹之任等もこれらと同様にすべきと主張している。翌日8月9日にこれを認め逓児扱いとなった。
1519年6月15日司憲府が学者の妾を自分の妾にして、強姦した形跡があり、これを事情聴取するように啓上したが、允許されなかった。またこの年五衛都摠府都摠管になっている。1522年4月29日に坡山府院君に封爵された。1525年7月14日自宅が盗賊に襲われている。1526年5月23日台諫から斉陵の祭官となっていた尹之任が祭祀後に黄海道江陰県で沐浴し、それを理由に次の祭礼を休んだ事と、農繁期に鷹狩りをする事で必ず騒ぎになって弊害が少なくないと啓上し、謹慎を命じられた。1534年5月26日に卒去した。死後に純忠積徳輔祈功臣の称号と大匡輔国崇禄大夫・領議政を追贈されている。

## 評価
中宗実録には以下のように評価されている。

## 家系
| 続柄     | 続柄     | 続柄     | 続柄     | 続柄     | 諱           | 爵位            | 存命期間                           | 備考                               |
| -------- | -------- | -------- | -------- | -------- | ------------ | --------------- | ---------------------------------- | ---------------------------------- |
| 高祖父   | 高祖父   | 高祖父   | 高祖父   | 高祖父   | 尹璠         | 判中枢府事      | 1384年 - 1448年                    | ここで章敬王后と尹任に血筋を分かつ |
| 曾祖父   | 曾祖父   | 曾祖父   | 曾祖父   | 曾祖父   | 尹士昕       | 右議政          | 1422年 - 1485年                    |                                    |
| 祖父     | 祖父     | 祖父     | 祖父     | 祖父     | 尹継謙       | 刑曹判書        | 1442年 - 1483年                    | 刑曹判書は追贈                     |
| 父       | 父       | 父       | 父       | 父       | 尹頊         | 内資寺判官      | 不明                               |                                    |
| 母       | 母       | 母       | 母       | 母       | 迎日鄭氏     |                 | 不明                               | 鄭済の娘。鄭夢周の4代孫            |
| 正室     | 正室     | 正室     | 正室     | 正室     | 全城府夫人   |                 | 不明                               | 本貫は全義李氏。李徳崇の娘         |
|          | 一子     | 一子     | 一子     | 一子     | 尹元凱       | 掌隷院司評      | 不明                               |                                    |
| 二子     | 二子     | 二子     | 二子     | 尹元亮   | 敦寧府都正   | 1495年 - 1569年 |                                    |                                    |
| 三子     | 三子     | 三子     | 三子     | 尹元弼   | 尚衣院正     | 1496年 - 1547年 |                                    |                                    |
| 一女     | 一女     | 一女     | 一女     | 文定王后 |              | 1501年 - 1565年 | 中宗の第三王后                     |                                    |
| 四子     | 四子     | 四子     | 四子     | 尹元老   | 僉知中枢府事 | ? - 1547年      |                                    |                                    |
| 五子     | 五子     | 五子     | 五子     | 尹元衡   | 領議政       | 1509年 - 1565年 | 明宗時期に政権を掌握する           |                                    |
| 五子の妻 | 五子の妻 | 五子の妻 | 五子の妻 | 鄭蘭貞   |              | ? - 1565年      | 明宗時期の黒頭宰相。主に商権を掌握 |                                    |